# Tyburn Brook
Der Tyburn Brook ist ein Wasserlauf in der City of Westminster, London, England. Der Wasserlauf verläuft heute unterirdisch und sein Lauf ist an der Oberfläche nicht mehr zu erkennen. Seine Quelle liegt im Bereich des Marble Arch und er mündet im Bereich der Serpentine, was ihn zu einem Zufluss des River Westbourne macht. Er steht nicht in Verbindung zum ebenfalls unterirdisch verlaufenden Tyburn.
Die Kreuzung der römischen Straßen, an denen heute der Marble Arch steht, war als Tyburn bekannt und Ort von öffentlichen Hinrichtungen am Galgen seit 1196. Der Galgen war als Tyburn Tree bekannt.